# Список символов штата Индиана

Расположение штата Индиана на территории США

Штат Индиана имеет 12 официальных символов, и несколько неофициальных. Большинство символов в списке официально приняты Генеральной ассамблеей Индианы и одобрены губернатором штата. Все символы перечислены в 2 статье 1 раздела кодекса Индианы, который также регламентирует их внешний вид и применение.
Первым символом штата стала принятая в 1801 году печать территории Индиана. С образованием 11 декабря 1816 года штата Индиана печать была оставлена без изменений. Следующим символом стал гимн, принятый в 1913 году . Флаг штата был утверждён в 1917 году. Последним символом Индианы стала винтовка Grouseland, одобренная на 117 Генеральной ассамблее Индианы в 2012 году.

## Символы штата Индиана

### Общие
| Тип      | Символ              | Описание | Год принятия | Изображение           | Ссылка |
| -------- | ------------------- | --- | ------------ | --------------------- | ------ |
| Флаг     | Флаг Индианы        | На синем полотнище в центре изображён факел в окружении 19 звёзд и надпись «Индиана». Тринадцать звёзд по внешней окружности означают первоначальное количество штатов, пять внутренних звёзд — последующие штаты США, а большая звезда — сам штат Индиана | 1917         | Флаг Индианы          | [ 5 ]  |
| Девиз    | Перекрёсток Америки | По территории штата пересекаются основные межштатные автомагистрали США | 1937         | Indiana state quarter | [ 6 ]  |
| Прозвище | Штат Верзил         | Жителей штата прозвали «верзилами», происхождение не известно | Традиционное | —                     | [ 6 ]  |
| Печать   | Печать Индианы      | На печати изображены поднимающееся солнце, плантация, фермер и прыгающий зубр. | 1963         | Печать Индианы        | [ 7 ]  |

### Флора и фауна
| Тип    | Символ                                           | Описание | Год принятия | Изображение | Ссылка |
| ------ | ------------------------------------------------ | --- | ------------ | ----------- | ------ |
| Птица  | Красный кардинал Cardinalis cardinalis           | Самцы ярко-красные, самки бледно-красные или коричневые. Живут в Индиане круглый год.                                                                   | 1933         | Кардинал    | [B]    |
| Цветок | Пион Paeonia                                     | Цветёт в конце мая, выращивается на всей территории штата.                                                                                              | 1957         | Пион        | [C]    |
| Дерево | Лириодендрон тюльпановый Liriodendron tulipifera | Известен под названием «жёлтый тополь». Имеет характерную форму листьев и цветки, напоминающие бутон тюльпана. Произрастает на всей территории Индианы. | 3 марта 1931 | Tulip tree  | [ 10 ] |

### Геология
| Тип     | Символ              | Описание | Год принятия | Изображение                            | Ссылка |
| ------- | ------------------- | --- | ------------ | -------------------------------------- | ------ |
| Река    | Уобаш               | Самая длинная река Индианы. Течёт из Огайо через северную Индиану, далее поворачивает на юг. По реке проходит граница между штатами Иллинойс и Индиана.                | 1996         | Wabash River and watershed             | [ 11 ] |
| Почва   | Майами              | Почва данной разновидности используется для выращивания кукурузы и сои.                                                                                                | —            | Miami soil                             | [ 12 ] |
| Минерал | Салемский известняк | Высококачественный известняк, добывающийся в карьере в юго-центральной части штата Индиана. Здание капитолия штата Индиана построено с использованием этого известняка | 1971         | Карьер по добыче салемского известняка | [ 13 ] |

### Культура
| Тип       | Символ                                                                                                   | Описание | Год принятия   | Изображение                          | Ссылка               |
| --------- | --- | --- | -------------- | ------------------------------------ | -------------------- |
| Язык      | Английский                                                                                               | Английский является родным языком более чем для 95% жителей штата.                                                     | 1984           | —                                    | [D]                  |
| Праздники | День Джорджа Роджерса Кларка, 25 февраля Северо-западное постановление, 13 июля День Индианы, 11 декабря | Празднуется сдача форта Саквилл Празднуется принятие Северо-Западного постановления Празднуется вхождение в состав США | 1975 1988 1925 |                                      | [ 15 ] [ 16 ] [ 17 ] |
| Пирог     | Пирог | Сахарный пирог | 2009           |                                      | [ 18 ]               |
| Поэма     | "Индиана"                                                                                                | Поэма воспевает природную красоту штата. Автором является Артур Франклин Мейпс.                                        | 1963           | —                                    | [ 19 ]               |
| Песня     | "On the Banks of the Wabash, Far Away"                                                                   | Песня описывает годы, прожитые автором вдоль реки Уобаш.                                                               | 14 марта 1913  | On the Banks of the Wabash, Far Away | [ 20 ]               |
| Винтовка  | Grouseland Rifle                                                                                         | Винтовка данной модели была сконструирована Джоном Смоллом в начале 1800-х годов.                                      | 6 марта 2012   |                                      | [ 21 ]               |